# Lucas Santtana
Lucas Santtana nome artístico de Lucas Mascarenhas Santtana (Salvador, Bahia, em 18 de outubro de 1970), é um cantor, compositor e produtor musical brasileiro.

## Carreira
Incentivado pela flauta presenteada pelo pai e pelos vinis que ganhava da mãe, Lucas Santtana foi produzindo um mosaico de referências musicais e sonoras que lhe renderam nove álbuns, incontáveis parcerias e diversas trilhas para o cinema e o teatro. Além disso, colaborou como instrumentista para grandes músicos como Chico Science e Nação Zumbi, Caetano Veloso, Gilberto Gil e Marisa Monte.
Lucas é libriano com ascendente em Libra, o que define uma personalidade que busca o equilíbrio e a justiça, refletindo-se em letras com engajamento e ativismo social. Com o kim 153, o caminhante do seu planetário vermelho, representa o potencial criativo que habita no coração e na arte..
Na produção de Lucas Santtana encontram-se as referências na canção popular brasileira, mas seus arranjos transformam as canções em arquiteturas sonoras, cheias de camadas de sons e texturas. Outra característica marcante de sua obra é o crossover entre universos musicais. Não há uma linha clara entre os gêneros musicais, passado e futuro, acústico e elétrico, tradição e vanguarda.
Sua música possui influência da música pop, da música jamaicana, africana, latina, eletrônica, clássica, experimental, negra norte americana, e claro, da música popular brasileira.
Lucas Santtana  é filho de  Roberto Sant'Ana  nome forte do Tropicalismo, trabalhou na indústria da música e foi diretor artístico da Polygram, tendo produzido álbuns como "Refavela" (Gilberto Gil), "Muitos Carnavais" (Caetano Veloso) e outros. Além disso, Lucas é sobrinho do cantor e compositor Tom Zé.

## Infância e início na música

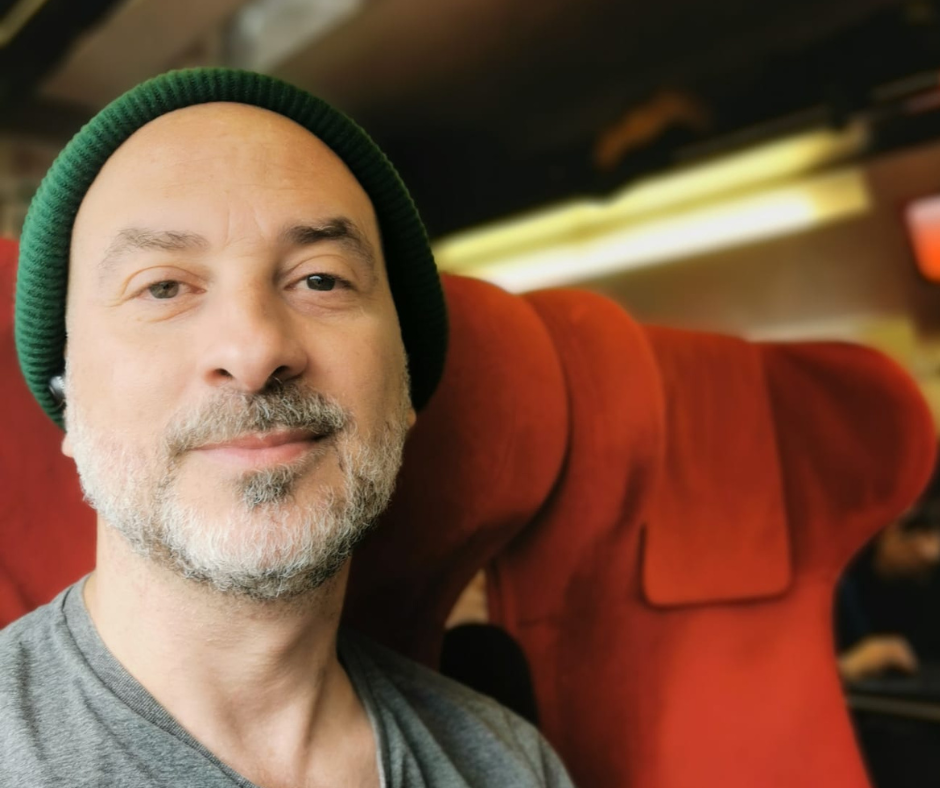
Lucas Santtana na estrada e em nova turnê.

Lucas Santtana começou a estudar flauta barroca aos 10 anos. Durante esse período, sua mãe comprava vinis para presentear ele e seu irmão, Beto. Os vinis eram de diversos universos musicais: MPB, jazz, música africana, música clássica, música experimental, pop internacional, música instrumental, entre outros. Mais tarde, Lucas descreveu em entrevistas como a audição desses álbuns foi sua grande formação musical. Nessa época, de maneira inconsciente, ele já identificava e buscava ligações entre os diferentes universos e estilos musicais. A experiência de ouvir esses vinis e a emoção que eles lhe causavam fizeram Lucas decidir que seria músico.
Aos 12 anos, Lucas mudou da flauta barroca para a prática da flauta transversal, dando início aos seus estudos na A.M.A (Academia de Música Atual). Esta foi uma das primeiras escolas de música no Brasil a adotar a MPB como base do seu currículo, com os professores Sérgio Souto e Aderbal Duarte (Grupo Sexteto do Beco), diferenciando-se das tradicionais escolas de música e universidades que ainda utilizavam a música clássica como base. Na Academia de Música Atual, Lucas aprendeu solfejo, harmonia e ritmo através dos clássicos da música popular brasileira. Ao final do ano, a A.M.A realizava uma apresentação aberta para o público, e foi em dezembro de 1992 que Lucas Santtana se apresentou pela primeira vez no palco do Teatro Castro Alves, tocando flauta transversal nas músicas "Nada Será Como Antes", de Milton Nascimento e Ronaldo Bastos, e "Programa Infantil", de Célia Vaz.
Ao completar 15 anos, a música erudita tornou-se uma das paixões do músico, dedicando 4 anos de sua vida a este universo. Participou de Orquestras Jovens pelo país, assim como da Banda Sinfônica do Estado da Bahia, além da Oficina de Frevos e Dobrados do Maestro Fred Dantas, e diversos grupos de câmara. Nesse período, Lucas era frequentador assíduo dos recitais de segunda-feira na reitoria da universidade, onde ocorriam apresentações de música experimental.
Com a maioridade, passou no vestibular e começou a cursar flauta transversal na Escola de Música da Universidade Federal da Bahia, onde permaneceu por 2 anos tendo aulas com o renomado professor Lucas Robatto.
Em 1992, foi convidado para tocar flauta na banda Mont Serrat, do cantor e compositor Gerônimo, cujo chefe do naipe de sopros era o Maestro Letieres Leite, recém-chegado da Europa.
Um ano depois, em 1993, Lucas Santtana recebeu o convite que definiria sua carreira profissional, sendo convidado por Gilberto Gil para gravar a faixa "Baião Atemporal" no álbum comemorativo "Tropicália 2 - 30 Anos". Logo em seguida, em 1994, gravou o álbum "Unplugged MTV" e passou a integrar a banda de Gilberto Gil.  Durante esses 3 anos, excursionou com Gil pela América do Norte, América do Sul e Europa, permanecendo na banda até a gravação do álbum "Quanta", em 1997.
Em 1998, Lucas entra para a produtora de áudio Neanderthal, juntamente com Mauricio Pacheco e Moreno Veloso. A ideia inicial era fazer trilhas para cinema e produções fonográficas, mas acabaram por se dedicar à produção de trilhas sonoras para publicidade.
Nessa época, ele conheceu o produtor musical Chico Neves, que, após escutar suas primeiras músicas, o convidou para gravar seu primeiro álbum de estúdio. Assim, Lucas sai da produtora Neanderthal e estreia a sua carreira solo.

## Álbuns

### Eletro Ben Dodô

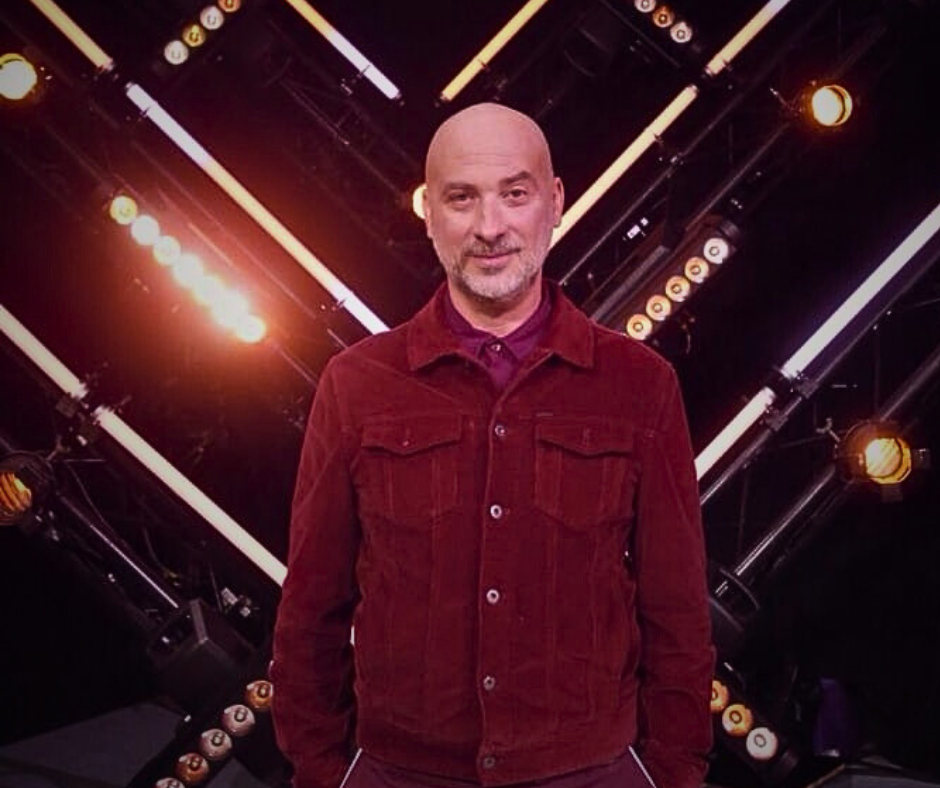
Registro da turnê Le Paradis

Em 2000, Lucas lançou seu primeiro álbum, "Eletro Ben Dodô" , gravado e produzido por Chico Neves e mixado no Real World Studio, na Inglaterra. O álbum foi fortemente influenciado pelo grupo Timbalada de Carlinhos Brown, assim como pelo pop internacional de nomes como Bjork. 

### Parada de Lucas[10]
Em 2003, Lucas lançou "Parada de Lucas", produzido por Ramiro Musotto, André T, Jongui e Plínio Profeta. O álbum buscava uma fusão do universo dos bailes funks cariocas com a axé music e o pop internacional.

### 3 Sessions in a Greenhouse
Em 2006, Lucas lançou o albúm "3 Sessions in a Greenhouse", gravado ao vivo por Duda Mello e Buguinha Dub em 3 dias no estúdio AR, no Rio de Janeiro. Acompanhado da banda Seleção Natural, composta por Gil de Oliveira, Ricardo Dias Gomes, Leo Leobons, David Cole, Bruno Resende, João Gabriel e Leo Saad. O álbum foi produzido por Lucas Santtana em parceria com Buguinha Dub, que também fez a mixagem Dub do álbum. 

### Sem Nostalgia
Em 2009, Lucas lançou "Sem Nostalgia", seu quarto álbum de estúdio, foi produzido por Lucas Santtana em parceria com outros produtores: Berna Ceppas, Gilberto Monte, Buguinha Dub, Gustavo Lenza, João Brasil e Chico Neves. O projeto foi lançado em 2009 pela gravadora Diginois Records no Brasil e em 2011 n pela gravadora londrina, Mais um Discos. 
Em 2011, Lucas lotou o Barbican Theater, em Londres, e participou do programa de rádio "Worldwide", do lendário DJ de nu jazz Gilles Peterson, transmitido para mais de 20 países, com cerca de meio milhão de ouvintes a cada semana.
"Sem Nostalgia" angariou quatro estrelas na revista Rolling Stone americana. O disco ficou em primeiro lugar no Top-5 da World Music no site da Womex 2011, sendo indicado ao German Critic Awards (prêmio que equivale ao APCA na Alemanha) e ao Songlines Music Awards (UK). O álbum permaneceu seis meses no Top 3 da WMCE, World Music Charts Europe, associação de radialistas que abrange 12 países da Europa. Além disso, foi eleito o melhor disco estrangeiro de 2011 pelo jornal francês Liberation e o sexto melhor disco do ano pela revista francesa Les Inrockuptibles. A Com “Sem Nostalgia”, Lucas Santtana fez sua primeira turnê pela Europa.

### O Deus Que Devasta Também Cura
Em 2012, Lucas lançou "O Deus Que Devasta Também Cura" no Brasil, e sua versão internacional, "The God Who Devastates Also Cures". Produzido por Lucas Santtana e mixado por Buguinha Dub, o álbum tem como base a banda formada por Marcelo Calado, Ricardo Dias Gomes, Gustavo Benjão e Lucas Vasconcellos.

### Sobre Noites e Dias
Lançado em 2014, o álbum "Sobre Noites e Dias" é o primeiro produzido pela gravadora parisiense No Format. A proposta do álbum nasceu durante a grande turnê de verão europeia que Lucas realizou em 2013, junto com os músicos Bruno Buarque e Caetano Malta. Nessa turnê, eles desenvolveram um tipo de música brasileira eletrônica, mesclando sons sintéticos de bateria eletrônica e sintetizadores com guitarras cheias de pedais de efeitos, cavaquinho e baixos synth sub graves.

### Modo Avião
Em 2017, Lucas lançou seu sétimo álbum, "Modo Avião", produzido em parceria com Fabio Pinczowski. O álbum é chamado por Lucas de "áudio-filme" por juntar música, trilha de cinema, literatura, arte dramática, ambiente sonoro e podcast ao mesmo tempo. Grande parte do áudio-filme foi gravado com microfonação binaural. O projeto foi acompanhado de livro homônimo, criado em parceria com o escritor João Paulo Cuenca e o desenhista Rafael Coutinho.
A história de Modo Avião começa no embarque do personagem principal para um voo internacional. Nessa viagem existencial, ele encontra outros personagens e tem com eles conversas sobre as inquietações contemporâneas: ansiedade, conectividade, solidão, escolhas e relações humanas. No final da história, uma grande surpresa é revelada. Até lá, tudo parecerá um dia meio 'estranho' na vida desse personagem.

### O Céu É Velho Há Muito Tempo
Após as eleições presidenciais de 2018, Lucas começou a compor o que viria a ser seu álbum "O Céu É Velho Há Muito Tempo, produzido por Gilberto Monte. O álbum traz canções políticas e amorosas. O álbum ultrapassou a marca de 10 milhões de plays nas plataformas de música e o single "Meu Primeiro Amor" atingiu  mais de 1 milhão de visualizações nas plataformas de música. 

### O Paraíso
Em  2023, Lucas Santtana lançou seu nono álbum, "O Paraíso", um álbum militante, com temas urgentes, como a crise climática e a consciência ambiental.  O álbum é o reconhecimento do planeta Terra como sendo o único com enorme profusão de vida, um verdadeiro paraíso dentre as galáxias. O álbum foi todo gravado em Paris e contou com a participação de músicos locais. Foi produzido a quatro mãos por Lucas Santtana e Fred Soulard.
Eleito pela revista Télérama como um dos melhores álbuns do ano, ganhou o selo German Music Critics Award e ficou entre os 40 melhores álbuns do ano pelo Prix Joséphine 2023. Também figurou entre os melhores álbuns do ano pela APCA/Brasil.

## Discografia
- Eletro Ben Dodô (Natasha Records, 2000)
- Parada de Lucas (Diginois Records, 2003)
- 3 Sessions in a greenhouse (Diginois Records, 2006)
- Sem Nostalgia (Diginois Records/Yb, Mais Um Discos, 2009)
- O deus que devasta mas também cura (Diginois Records, Mais Um Discos, 2012)
- Sobre Noites e Dias (No Format, Diginois Records, 2014)
- Modo Avião (Natura Musical, 2017)
- O Céu É Velho Há Muito Tempo (No Format, Diginois Records, 2019)
- Paraíso (2023)[23]

## Trilhas sonoras
- Alguma Coisa Assim dos diretores Esmir Filho e Mari Bastos,[24]
- Eu e ela do diretor Gustavo Moura
- Democracia em Vertigem[25] da diretora Petra Costa
- Morte e Vida Severina do diretor Afonso Serpa,
- A noite escura da alma do diretor Henrique Dantas[26]
- Tropykaos do diretor Daniel Lisboa

## Prêmios e indicações

### MTV Video Music Brasil
| Ano  | Categoria            | Indicação               | Resultado |
| ---- | -------------------- | ----------------------- | --------- |
| 2000 | Artista Revelação    | Lucas Santtana          | Indicado  |
| 2000 | Edição em Videoclipe | De Coletivo ou de Metrô | Indicado  |
| 2004 | Videoclipe de MPB    | Samba Cubano            | Indicado  |
| 2010 | Videoclipe de MPB    |                         | Indicado  |

### Prêmio Multishow
| Ano  | Categoria            | Indicação                          | Resultado |
| ---- | -------------------- | ---------------------------------- | --------- |
| 2012 | Música Compartilhada | O Deus que Devasta Mas Também Cura | Indicado  |
| 2012 | Melhor Disco         | O Deus que Devasta Mas Também Cura | Indicado  |
| 2013 | Nova Música          | Now No One Has Anything            | Indicado  |
| 2014 | Novo Hit             | Funk dos Bromânticos               | Indicado  |

### Prêmio Contigo! MPB FM
| Ano  | Categoria                 | Indicação                          | Resultado |
| ---- | ------------------------- | ---------------------------------- | --------- |
| 2012 | Melhor Álbum Independente | O Deus que Devasta Mas Também Cura | Venceu    |